# Herman Franciscus Maria Baron van Voorst tot Voorst
Herman Franciscus Maria Baron van Voorst tot Voorst, nizozemski general, * 1886, † 1971.